# Estera Piwoni-Krzeszowska
Estera Grażyna Piwoni-Krzeszowska – polska ekonomistka, dr hab. nauk ekonomicznych, profesor uczelni Katedry Teorii Organizacji i Zarządzania, oraz dziekan Wydziału Zarządzania Uniwersytetu Ekonomicznego we Wrocławiu.

## Życiorys
W 1998 r. ukończyła studia ekonomiczne w Akademii Ekonomicznej im. Oskara Langego we Wrocławiu, w 2003 r. obroniła pracę doktorską pt. Kształtowanie partnerstwa z klientami w przedsiębiorstwach przemysłu spirytusowego, której promotorem był prof. Rafał Krupski, w 2015 r. habilitowała się na podstawie pracy zatytułowanej Zarządzanie wartością relacji przedsiębiorstwa z rynkowymi interesariuszami.
Została zatrudniona na stanowisku adiunkta w Katedrze Stosunków Międzynarodowych i Politologii na Wydziale Zarządzania Wyższej Szkole Zarządzania „Edukacja” we Wrocławiu i w Instytucie Nauk Ekonomicznych na Wydziale Inżynieryjnym i Ekonomicznym Uniwersytetu Ekonomicznego we Wrocławiu.
Jest profesorem uczelni w Katedrze Teorii Organizacji i Zarządzania, a także dziekanem na Wydziale Zarządzania Uniwersytetu Ekonomicznego we Wrocławiu oraz przewodniczącym Rady Dyscypliny Naukowej – Nauk o Zarządzaniu i Jakości Uniwersytetu Ekonomicznego we Wrocławiu.